# Tech N9ne
Aaron Dontez Yates (* 8. listopadu 1971 Kansas City), známější pod uměleckým jménem Tech N9ne, je americký raper. V roce 1999 založil spolu s Travis O'Guin nahrávací společnost Strange Music. Prodal víc než dva miliony kopií alb. V roce 2009 vyhrál cenu Left Field Woodie v mtvU Woodie cen.
Jeho umělecké jméno pochází z poloautomatické zbraně TEC-9, toto jméno mu bylo dáno rapera Black Walt kvůli jeho rychlému rytmickému stylu zvaný Chopper.

## Život
Aaron se narodil v Kansas City v Missouri. Začal rapovat ve velmi raném věku. Nikdy nepoznal svého otce a jeho matka trpěla epilepsií a nemocí lupus. Když byl dítě, citově jej ovlivnila a inspirovala jej v „hledání Boha“. V mládí prozkoumával staré opuštěné budovy se svým nejlepším přítelem ve snaze zachytit ducha pro film.

## Styl a vlivy
Tech N9ne je známý především pro svoji schopnost rytmů a rychlosti rapu známé jako Chopper styl. Soren Baker z hudební televize VH1 uvádí, že Aaronovy techniky prezentuje rozsáhle a ohromně plynule. Recenzent internetové hudební encyklopedie Allmusic Jason Birchmeier nazývá jeho styl bizarním hardcore rapem.
Aaron říká že je dost ovlivněn Old schoolovým hip hopem a konkrétně uvádí umělce jako Slick Rick, N.W.A, Public Enemy, Boogie Down Productions, Bone Thugs-n-Harmony, Eric B. & Rakim, Schoolly D, Biggie Smalls a Just-Ice. Zajímá se také o jiné žánry a zde jako své vlivy uvádí umělce The Doors, Pink Floyd, Led Zeppelin, Elton John, AC/DC, Linkin Park, Metallica, Floetry, Slipknot, System of a Down, Serj Tankian, OutKast a Gnarls Barkley. Obecně poznamenal že miluje krásnou hudbu, krásnou hudbu bez ohledu na žánr.

## Diskografie
Studiová alba
- The Calm Before the Storm (1999)
- The Worst (2000)
- Anghellic (2001)
- Absolute Power (2002)
- Everready (The Religion) (2006)
- Misery Loves Kompany (2007)
- Killer (2008)
- Sickology 101 (2009)
- K.O.D. (2009)
- The Gates Mixed Plate (2010)
- All 6's and 7's (2011)
- Welcome to Strangeland (2011)
- Something Else (2013)
- Strangeulation (2014)
- Special Effects (2015)
- Strangeulation Vol. II (2015)
- The Storm (2016)
- Planet (2018)
- N9na (2019)